# تویسترینگن
شهر تویسترینگن (به آلمانی: Twistringen) در ایالت نیدرزاکسن در کشور آلمان واقع شده‌است.

## حمل و نقل
تویسترینگن در مسیر خط راه‌آهن برمن-اسنابروک قرار دارد. هر نیم ساعت یک قطار به برمن و هر ساعت یک قطار به سمت اسنابروک حرکت می‌کند. B51، یک جاده فدرال است که از برمن به اوسنابروک می‌رود و از مرکز تویسترینگن نیز می‌گذرد. مدت زمان رانندگی تا برمن حدود ۴۵ دقیقه و تا اسنابروک ۷۰ دقیقه می‌باشد. تویسترینگن ۳۶ کیلومتر با فرودگاه برمن فاصله دارد.